# Chaudenay (Saône-et-Loire)
Pour les articles homonymes, voir Chaudenay.

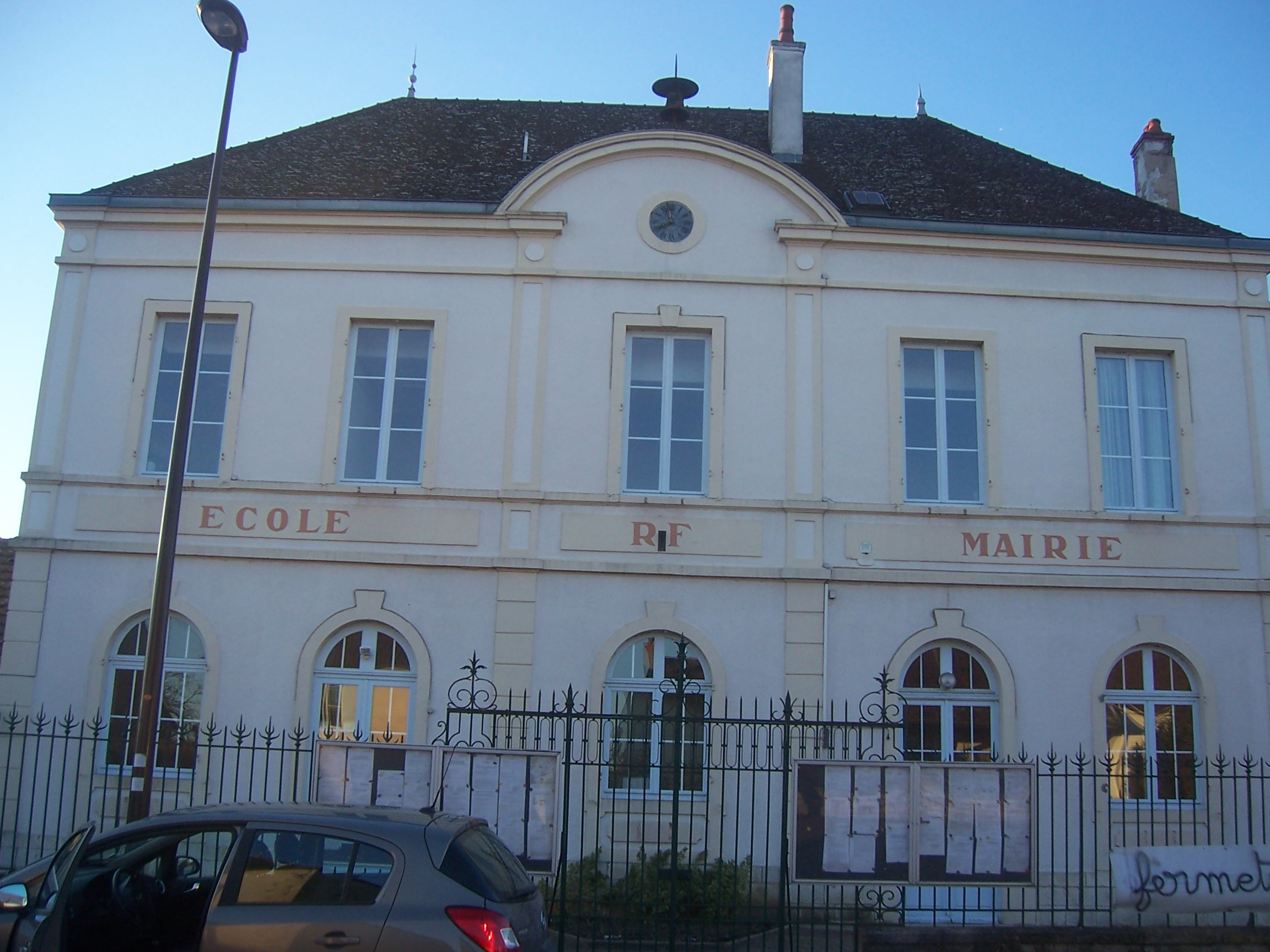
Mairie de Chaudenay.

Chaudenay est une commune française située dans le département de Saône-et-Loire en région Bourgogne-Franche-Comté, d'environ un millier d'habitants.

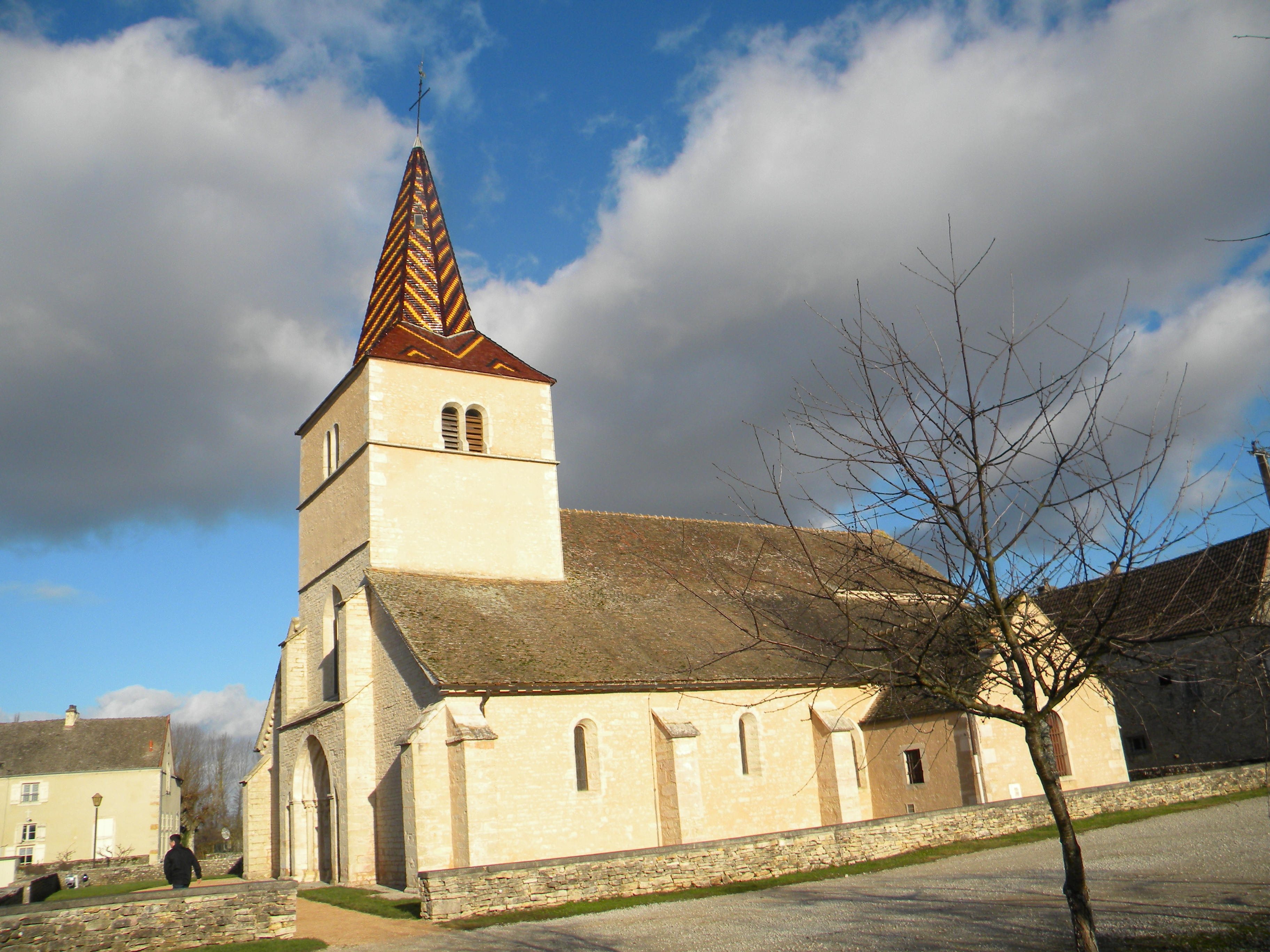
Église de Saint-Véran à Chaudenay.

Ce petit village se situe en plein cœur de la vallée de la Dheune et appartient à la région chalonnaise et beaunoise.

## Géographie

### Localisation
Située en plein cœur de la Bourgogne et de la Saône-et-Loire. Entourée par les communes de Ébaty, Chagny et Demigny, Chaudenay est située à 12 km au sud-ouest de Beaune et 17 km au nord-ouest de Chalon-sur-Saône, les plus grandes villes des environs.
Chaudenay est une commune que l'on peut diviser en quatre grandes parties ; en effet, on distingue Mimande, Créteuil et Tigny, « trois périphéries intégrées » rattachées au « vieux centre historique », rue de l'Église.

### Géologie et relief
Chaudenay, située à 204 mètres d'altitude, se trouve sur le plateau chagnotain.

### Hydrographie
Cette petite commune est traversée par la Dheune (affluent de la Saône).

### Climat
Pour des articles plus généraux, voir Climat de la Bourgogne-Franche-Comté et Climat de Saône-et-Loire.
En 2010, le climat de la commune est de type climat océanique dégradé des plaines du Centre et du Nord, selon une étude du Centre national de la recherche scientifique s'appuyant sur une série de données couvrant la période 1971-2000. En 2020, Météo-France publie une typologie des climats de la France métropolitaine dans laquelle la commune est dans une zone de transition entre le climat océanique altéré et le climat océanique altéré et est dans la région climatique Bourgogne, vallée de la Saône, caractérisée par un bon ensoleillement (1 900 h/an), un été chaud (18,5 °C), un air sec au printemps et en été et des vents faibles.
Pour la période 1971-2000, la température annuelle moyenne est de 11,1 °C, avec une amplitude thermique annuelle de 18 °C. Le cumul annuel moyen de précipitations est de 784 mm, avec 11 jours de précipitations en janvier et 7,3 jours en juillet. Pour la période 1991-2020, la température moyenne annuelle observée sur la station météorologique de Météo-France la plus proche, « La Rochepot », sur la commune de La Rochepot à 10 km à vol d'oiseau, est de 10,6 °C et le cumul annuel moyen de précipitations est de 849,5 mm. 
La température maximale relevée sur cette station est de 39 °C, atteinte le 12 août 2003 ; la température minimale est de −21 °C, atteinte le 9 janvier 1985,,.
Les paramètres climatiques de la commune ont été estimés pour le milieu du siècle (2041-2070) selon différents scénarios d'émission de gaz à effet de serre à partir des nouvelles projections climatiques de référence DRIAS-2020. Ils sont consultables sur un site dédié publié par Météo-France en novembre 2022.

### Accès et transports
Il n'y a pas de navettes de bus pour aller à la ville de Beaune où à la ville de Chalon-sur-Saône. Il y a des bus qui font des trajets entre Chaudenay et Chagny régulièrement et quotidiennement.

## Urbanisme

### Typologie
Au 1er janvier 2024, Chaudenay est catégorisée commune rurale à habitat dispersé, selon la nouvelle grille communale de densité à sept niveaux définie par l'Insee en 2022.
Elle est située hors unité urbaine. Par ailleurs la commune fait partie de l'aire d'attraction de Chalon-sur-Saône, dont elle est une commune de la couronne,. Cette aire, qui regroupe 109 communes, est catégorisée dans les aires de 50 000 à moins de 200 000 habitants,.

### Occupation des sols
L'occupation des sols de la commune, telle qu'elle ressort de la base de données européenne d’occupation biophysique des sols Corine Land Cover (CLC), est marquée par l'importance des territoires agricoles (87,2 % en 2018), en diminution par rapport à 1990 (90 %). La répartition détaillée en 2018 est la suivante : terres arables (54,2 %), prairies (19,8 %), zones agricoles hétérogènes (13,2 %), zones urbanisées (10,3 %), forêts (2,5 %). L'évolution de l’occupation des sols de la commune et de ses infrastructures peut être observée sur les différentes représentations cartographiques du territoire : la carte de Cassini (XVIIIe siècle), la carte d'état-major (1820-1866) et les cartes ou photos aériennes de l'IGN pour la période actuelle (1950 à aujourd'hui).

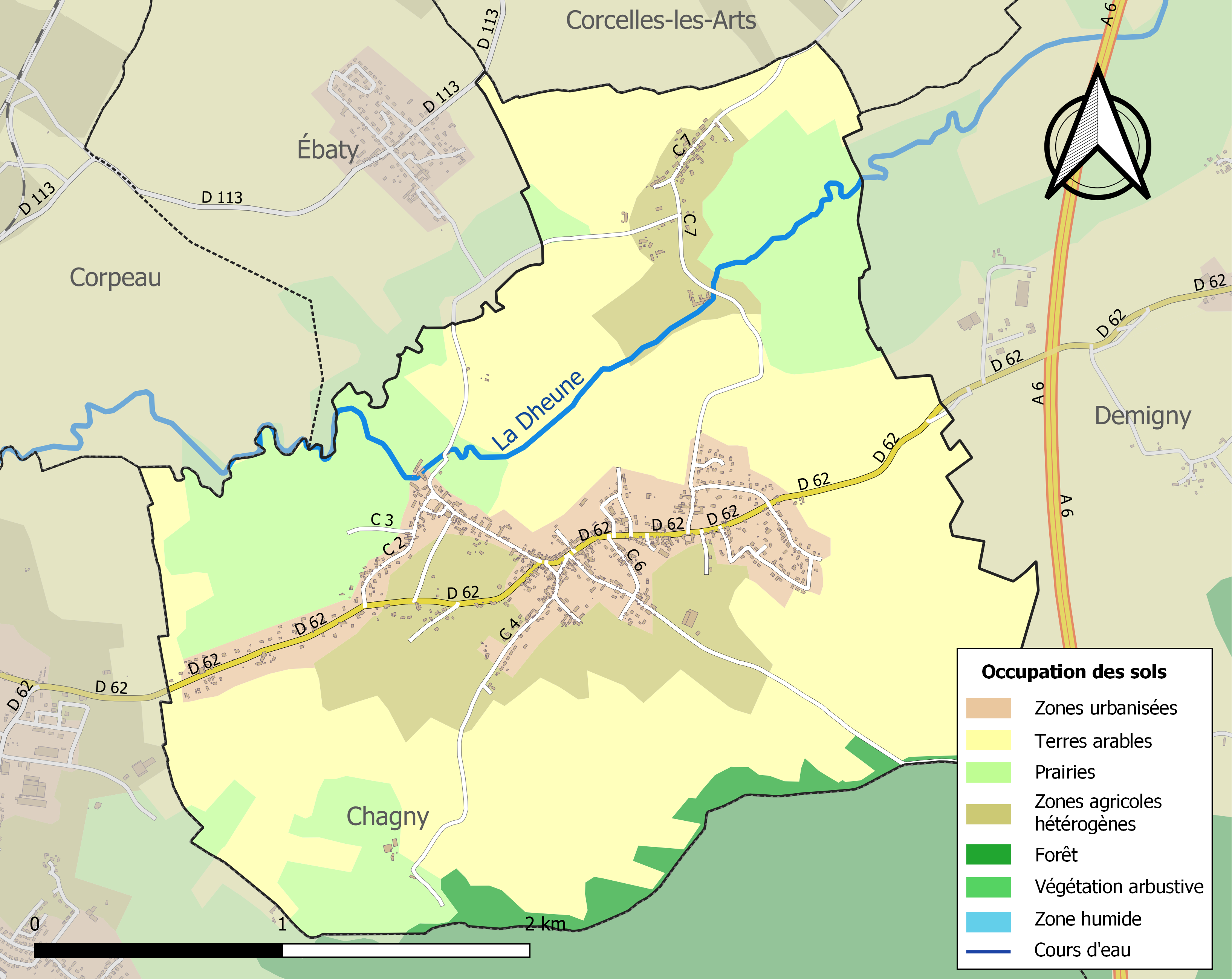
Carte des infrastructures et de l'occupation des sols de la commune en 2018 (CLC).

## Histoire
En 1229, l'official d'Autun prononce une sentence entre l'abbaye de Saint-Martin d'Autun et le seigneur de Chaudenay.
De la fin du XIXe siècle-début du XXe siècle jusque dans les années 1950 - années 1960, Chaudenay était vraisemblablement un village très actif. De nombreux sabotiers, menuisiers, épiciers, artisans se côtoyaient dans ce petit village (avec environ 700 habitants à l'époque), mais aujourd'hui ce n'est plus le cas.
Depuis le 1er janvier 2007, Chaudenay fait partie de la communauté d'agglomération Beaune Côte et Sud.

## Héraldique
| Blason de Chaudenay | Blason  | D’azur à la croix ancrée d’or.                   |
| Blason de Chaudenay | Détails | Le statut officiel du blason reste à déterminer. |

## Toponymie
Chaudenay s'appelait à l'époque romaine Caldoneum puis devint Chaudenay au Moyen Âge. Le village prit le nom de Chaudenai-sur-Dheune pendant la période s'étalant du Moyen Âge au XVIIIe siècle puis devint Chandenay sous la Révolution française (1793) et redevint Chaudenay (son nom actuel) en 1801.

## Politique et administration
| Période                                  | Période       | Identité                    | Étiquette | Qualité |
| ---------------------------------------- | ------------- | --------------------------- | --------- | ------- |
| Les données manquantes sont à compléter. |               |                             |           |         |
| 1871                                     | 1874          | Etienne Dury                |           |         |
| 1874                                     | 1878          | Henri de Vaublanc           |           |         |
| 1878                                     | 1881          | Etienne Dury Ninnot         |           |         |
| 1881                                     | 1881          | François Bruchet            |           |         |
| 1881                                     | 1888          | Antoine Bidault Bruchet     |           |         |
| 1888                                     | 1891          | Mr Sacquet Pely             |           |         |
| 1891                                     | 1892          | Mr Vantey                   |           |         |
| 1892                                     | 1908          | Henri Viénot de Vaublanc    |           |         |
| 1908                                     | 1912          | Mr Simon-Denizot            |           |         |
| 1912                                     | 1941          | Louis-Charles Magnien Conry |           |         |
| 1941                                     | 1944          | Gabriel Galuzet             |           |         |
| 1944                                     | 1945          | Claude Cadot                |           |         |
| 1945                                     | 1963          | Jean Roucher-Sarrazin       |           |         |
| 1963                                     | mars 1983     | René Paillard               |           |         |
| mars 1983                                | juin 1995     | Jean Marechal               |           |         |
| juin 1995                                | décembre 2015 | Jean Poigeaud               |           |         |
| janvier 2016                             | en cours      | Catherine Pappas            |           |         |

## Démographie
L'évolution du nombre d'habitants est connue à travers les recensements de la population effectués dans la commune depuis 1793. Pour les communes de moins de 10 000 habitants, une enquête de recensement portant sur toute la population est réalisée tous les cinq ans, les populations de référence des années intermédiaires étant quant à elles estimées par interpolation ou extrapolation. Pour la commune, le premier recensement exhaustif entrant dans le cadre du nouveau dispositif a été réalisé en 2008.

En 2022, la commune comptait 1 124 habitants, en évolution de +1,35 % par rapport à 2016 (Saône-et-Loire : −1,06 %, France hors Mayotte : +2,11 %).
| 1793 | 1800 | 1806 | 1821 | 1831 | 1836 | 1841 | 1846 | 1851 |
| ---- | ---- | ---- | ---- | ---- | ---- | ---- | ---- | ---- |
| 668  | 668  | 720  | 687  | 703  | 791  | 840  | 863  | 852  |

| 1856 | 1861 | 1866 | 1872 | 1876 | 1881 | 1886 | 1891 | 1896 |
| ---- | ---- | ---- | ---- | ---- | ---- | ---- | ---- | ---- |
| 879  | 894  | 934  | 944  | 959  | 991  | 996  | 987  | 947  |

| 1901 | 1906 | 1911 | 1921 | 1926 | 1931 | 1936 | 1946 | 1954 |
| ---- | ---- | ---- | ---- | ---- | ---- | ---- | ---- | ---- |
| 938  | 926  | 826  | 723  | 738  | 725  | 738  | 687  | 693  |

| 1962 | 1968 | 1975 | 1982 | 1990 | 1999 | 2006 | 2008 | 2013  |
| ---- | ---- | ---- | ---- | ---- | ---- | ---- | ---- | ----- |
| 726  | 742  | 710  | 781  | 802  | 830  | 946  | 978  | 1 087 |

| 2018  | 2022  | - | - | - | - | - | - | - |
| ----- | ----- | - | - | - | - | - | - | - |
| 1 114 | 1 124 | - | - | - | - | - | - | - |

## Culture locale et patrimoine

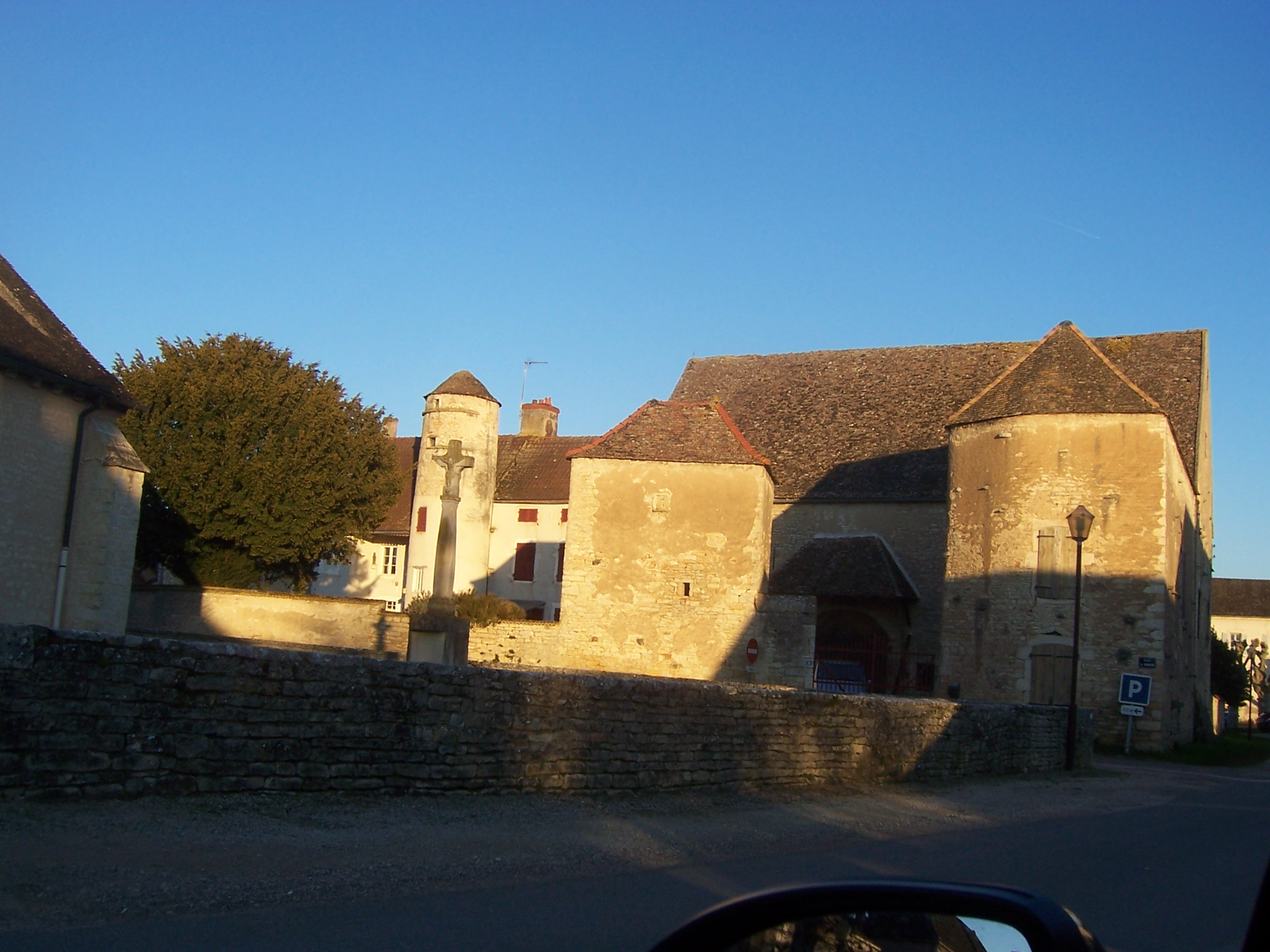
Manoir du XIIe siècle, à proximité de l'église de Saint-Véran, Chaudenay

### Lieux et monuments
- Église Saint-Véran, du XIIIe siècle, inspirée de Cîteaux et dont le décor intérieur remarquable est inscrit à l'inventaire des monuments historiques ; il comprend une dalle funéraire, un retable de l'école flamande, un calvaire bas relief en pierre, un bénitier en marbre rouge  et une grille de communion du XVIIIe siècle. Inscription par arrêté du 10 mars 1992. En dehors de quelques percements réalisés au XVe siècle, l'église est d'une grande homogénéité et date du XIIIe siècle. Elle possède un plan massé à nef et bas-côtés de trois travées, poursuivis par un chœur à chevet plat d'une travée et deux chapelles latérales. L'ensemble est couvert de voûtes sur croisées d'ogives. Petite curiosité : elle possède un « vitrail du souvenir », composé sur le thème de la Première Guerre mondiale (le Christ, avec le Sacré-cœur sur la poitrine, tend les mains vers un poilu blessé)[19]. Dans le clocher se trouvent plusieurs cloches, dont une - la plus grosse - qui a été fondue à la fin de l'Empire (1811)[20].
- Manoir du XIIe siècle avec pigeonnier.
- Croix rogatoire classée à Créteuil, du XVe siècle. Inscription par arrêté du 29 juin 1927.
- Pont Saint-Éloi à Mimande.Pont Saint-Éloi à Chaudenay.

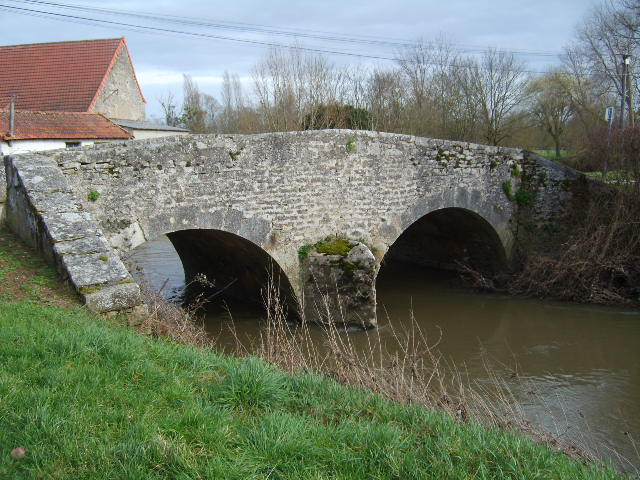
Pont Saint-Éloi à Chaudenay.

- Château de Mimande du XVIIIe siècle (non visitable).Vue arrière du château, à Mimande (hameau de Chaudenay)

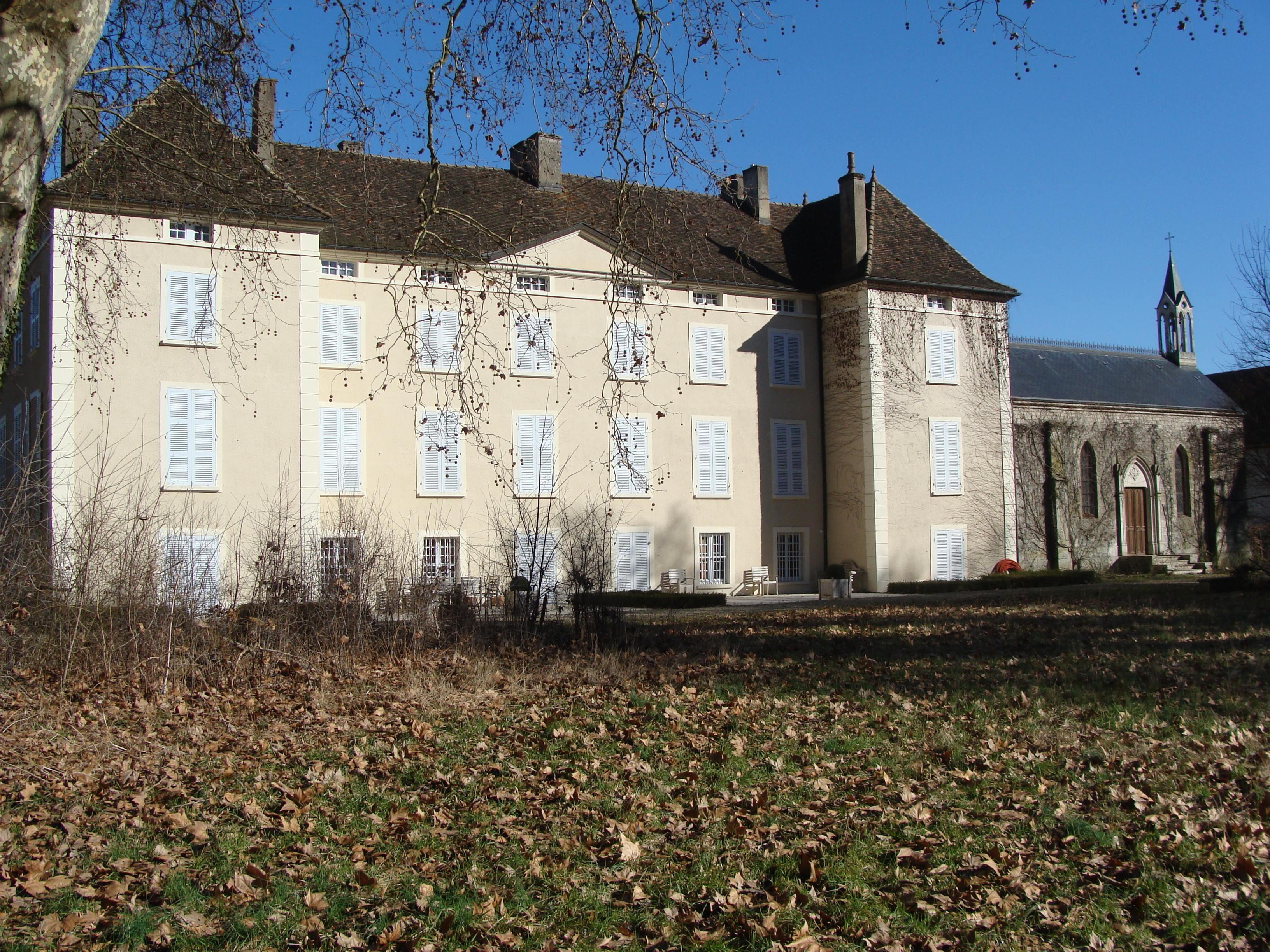
Vue arrière du château, à Mimande (hameau de Chaudenay)

- Maison de Xavier Forneret (non visitable).

### Personnalités liées à la commune
- Xavier Forneret (1809-1884), écrivain romantique.
- Charles de Vaublanc (1721-1804), seigneur de Mimande, maréchal de camp.

## Pour approfondir